# 호랑나비아과
호랑나비아과(Papilioninae)는 호랑나비과를 분류하는 3개 아과 중의 하나이다. 호랑나비과의 대표적인 아과로, 세계에 약 550종이 분포하며 한반도에는 9종이 서식한다.

## 특징
대체로 대형의 나비이며 뒷날개에 굵고 긴 꼬리돌기를 가진다. 애벌레는 운향과나 산형과의 식물을 먹이로 삼는다. 성충은 여러 꽃의 꿀을 빤다.

## 분류
호랑나비아과는 4족으로 분류된다.
- 호랑나비족(Papilionini)
  - 호랑나비속(Papilio)
- 청띠제비나비족(Graphiini)
- Troidini
- Teinopalini

## 참고 문헌
- <조선산접류도감> 석주명 저. 1940
- <한반도의 나비> 자연과생태 백문기, 신유향 저.
- 「일본산접류 표준 도감」하쿠스이륭 학습연구사 2006년 ISBN 4-05-202296-3